# Dvojitá hvězdokupa
Dvojitá hvězdokupa (také známá jako Caldwell 14) je společné označení pro otevřené hvězdokupy NGC 869 a NGC 884 (nazývané též h Persea a Chí Persea). 
Nachází se v souhvězdí Persea a od Země je vzdálená 7 500 světelných let. NCG 869 má souhrnnou hmotnost 3 700 slunečních hmotností {\displaystyle M_{\odot }} a NGC 884 má hmotnost 2 800 {\displaystyle M_{\odot }}, ovšem nedávné výzkumy ukázaly, že je Dvojitá hvězdokupa obklopená rozsáhlou oblastí hvězd a celá soustava má hmotnost nejméně 20 000 {\displaystyle M_{\odot }}.
Na základě pozorování jednotlivých hvězd je stáří Dvojité hvězdokupy odhadováno na 12,8 milionů let. Pro porovnání, Plejády mají odhadované stáří v rozsahu od 75 milionů do 150 milionů let. V každé z obou hvězdokup se nachází více než 300 modrobílých veleobrů. Jejich nejžhavější hvězdy hlavní posloupnosti mají spektrální typ B0. Obě hvězdokupy také vykazují modrý posuv, NGC 869 se přibližuje k Zemi rychlostí 39 km/s a NGC 884 podobnou rychlostí 38 km/s.

## Pozorování

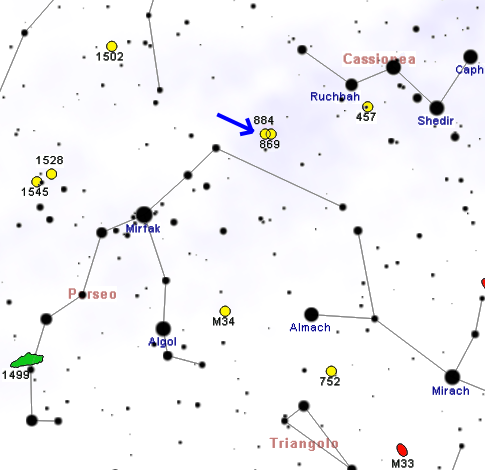
Poloha Dvojité hvězdokupy v souhvězdí Persea.

Dvojitá hvězdokupa je dobře viditelná pouhým okem jako protažená jasná uprostřed zúžená skvrna, takže má tvar ležatého čísla "8". Je známá od pradávna a je cirkumpolární (stále se nacházející nad obzorem) pro pozorovatele na severní polokouli, kromě oblastí blízko u rovníku. Nachází se v severní části souhvězdí blízko souhvězdí Kasiopeji a také blízko radiantu meteorického roje Perseidy, který každý rok vrcholí kolem 12. nebo 13. srpna. Malý triedr obě hvězdokupy částečně rozloží a jsou si v něm docela podobné. NGC 884 vévodí dvě hvězdy sedmé magnitudy na severním okraji, NGC 869 má dvě hvězdy sedmé magnitudy na západní straně. V triedru se NGC 869 nezdá být bohatší než její společnice, ale malý dalekohled v ní ukáže velký počet hvězd. Pohled na Dvojitou hvězdokupu dalekohledem o průměru 200 mm je opravdový zážitek, hvězd jsou najednou stovky. Pozorování hvězdokupy je popisováno jako úchvatný a úctu vzbuzující pohled a velmi často se objevuje v mnohém astronomickém zápisníku.
Obě hvězdokupy uvnitř hostí dvacítku červených veleobrů, které vynikají mezi modrou barvou ostatních hvězd.
Dvojitá hvězdokupa patří mezi nejvíce fotografované objekty noční oblohy. Obě hvězdokupy jsou mladé, jejich věk se odhaduje kolem 12 milionů let
a navzájem jsou od sebe vzdálené kolem 800 světelných let. Skutečnost, že jsou i z takové vzdálenosti (7 500 světelných let od Slunce) velmi jasné, ukazuje na jejich velkou absolutní hvězdnou velikost a také na jejich velký skutečný rozměr, který se odhaduje na 70 světelných let pro obě hvězdokupy.

## Historie pozorování
Řecký astronom Hipparchos zapsal hvězdokupu (světlou skvrnu v Perseovi) již v roce 130 př. n. l., ale pravá podstata Dvojité hvězdokupy byla objevena až po vynálezu dalekohledu o mnoho století později. William Herschel byl první, kdo ji na začátku 19. století popsal jako dvě oddělené hvězdokupy. Dvojitá hvězdokupa není součástí Messierova katalogu, ale Patrick Caldwell-Moore ji zahrnul do svého Calwellova katalogu oblíbených objektů hlubokého vesmíru.